# Koszmosz–1 (hordozórakéta)
A Koszmosz–1 (GRAU-kódja: 65SZ3) az R–14 interkontinentális ballisztikus rakétán alapuló szovjet hordozórakéta.
1958. július 12-én kapott zöld utat a fejlesztés. A Mihail Jangel által vezetett OKB–586 (Dnyipropetrovszk, Ukrajna) gyárban fejlesztett és készített első generációs, közepes hatótávolságú ballisztikus rakéta. Hatótávolsága 3600 kilométer. Folyékony üzemanyaga a korszerű UDMH, sokkal hatékonyabb, mint a kerozin. Az RD–216 hajtóműve ezzel a hajtóanyaggal sokkal nagyobb teljesítményt tudott leadni. A rakéta tesztkísérletei a Kapusztyin Jar rakétakísérleti lőtéren történtek.
A rakéta szerepet kapott a kubai rakétaválságban, a NATO és Kína elleni nukleáris elrettentést célzó katonapolitikában.
Az űrkutatás szükségletének megfelelően az egyfokozatú R–14 hordozórakétát fejlesztették tovább egy második fokozatot ráillesztésével. Feladata, hogy kis súlyú, 680 kilogrammos hasznos terhet állítson alacsony Föld körüli pályára.
Bruttó tömege: 86 300 kilogramm. Magassága 26,3, átmérője 2,44 méter. Hasznos teher 680–1400 kilogramm. Több indítást a Bajkonuri űrrepülőtérről végeztek. 8 indításból 1 sikertelen volt. Az első indítás 1964. augusztus 18-án, az utolsó 1965. december 28-án történt.
Szolgálatát a Koszmosz–3 hordozórakéta vette át.

## Fokozatok

### 1. fokozat
Jelzése R–14. Hajtóanyaga: HNO3/UDMH. Egy darab RD–216 hajtómű mozgatta. A fajlagos impulzus 292 másodperc.

### 2. fokozat
Jelzése S3. Hajtóanyaga: HNO3/UDMH. Egy darab 11D49 hajtómű mozgatta. A fajlagos impulzus 375 másodperc.

## Külső hivatkozások
- Koszmosz–1. astronautix.com. (Hozzáférés: 2014. április 6.)
- Koszmosz–1. skyrocket.de. (Hozzáférés: 2014. április 6.)